# Drehzahlregler
Ein Drehzahlregler ist ein Regelungsgerät, das die Drehzahl eines rotierenden technischen Bauteils so beeinflusst, dass deren Wert möglichst konstant bleibt oder sich gezielt verändert. 
- Der zuerst entwickelte und mechanisch wirkende Drehzahlregler war der an Dampfmaschinen verwendete Fliehkraftregler. Er wurde auch beim Telefon mit Wählscheibe und bei Filmkameras mit Federwerks-Antrieb benutzt.
- Bei Elektromotoren werden mit elektrischen oder elektronischen Sensoren zur Drehzahlmessung ausgerüstete Drehzahlregler eingesetzt, um:

1. bei wechselnder Last eine konstante Drehzahl sicherzustellen, so bei Drehmaschinen, elektronisch geregelten Bohrmaschinen oder etwa Filmkameras und Filmprojektoren, Wasserpumpen; oder
2. von einem Steuersignal abhängig die Drehzahl elektronisch zu ändern, so etwa bei ferngesteuerten Modellen. Hier kommen meist getaktete Regler zum Einsatz, bei Brushless-Motoren auch Drehstromregler  (engl. auch Electronic Speed Control).

- Bei Ottomotoren in Automobilen kommen heute Drehzahlregler im Zusammenhang mit Saugrohreinspritzung zum Konstanthalten der Leerlauf-Drehzahl zur Anwendung.